# سارة ووكر (دراجة)
سارة ووكر (بالإنجليزية: Sarah Walker)‏ هي دراجة نيوزيلندية، ولدت بتاريخ 10 يوليو 1988 في واكتاني ‏ في نيوزيلندا.

## وصلات خارجية
- الموقع الرسمي
- سارة ووكر على موقع أرشيف الدراجات (الإنجليزية)
- سارة ووكر على موقع إحصائيات الدراجات الإحترافية (الإنجليزية)
- سارة ووكر على موقع نتائج كأس العالم لسباقات دراجات (بي.أم.إكس) (الإنجليزية)
- سارة ووكر على موقع اللجنة الأولمبية الدولية (الإنجليزية)
- سارة ووكر على موقع أوليمبيديا (الإنجليزية)
- سارة ووكر على موقع اللجنة الأولمبية النيوزيلندية (الإنجليزية)